# Torre de l'Arboçar de Baix
La Torre de l'Arboçar és un edifici del veïnat de l'Arboçar de Baix del municipi d'Avinyonet del Penedès (Alt Penedès). Està situat a l'esquerra del torrent de l'Arboçar, a la conca de la riera de Ribes, al sud-oest del terme d'Avinyonet i a prop d'Olèrdola. La torre resta parcialment adossada a una construcció nova. És un edifici declarat bé cultural d'interès nacional.

## Descripció
La torre de l'Arboçar de Baix s'alça dintre del nucli del mateix nom, al costat de diverses edificacions que presenten vestigis medievals. Té planta circular i mur fet de pedra irregular disposats en fileres horitzontals. Les obertures, força malmeses, han experimentat modificacions al llarg del temps.
La torre, en origen exempta, té planta circular, un diàmetre interior de 220 cm i el gruix del mur és de 170 cm. La seva alçària fa uns 13 m i l'acabament és de cúpula. A sis metres d'alçada, el mur perd gruix i en aquesta mida es troba una porta orientada cap a l'oest. Aquesta porta és coronada per una llinda de pedra monolítica, i sobre d'aquesta hi ha un arc de mig punt, format per tretze dovelles, que té la funció de fer d'arc de descàrrega. En general el paredat és de pedra poc treballada, de mida mitjana (uns 20 cm d'alt per 30 cm de llarg). En algun lloc l'aparell constructiu recorda un «opus spicatum» mal fet.
Es tracta d'una torre de defensa que potser anés acompanyada en origen d'un recinte més ampli. Era una de les fortificacions properes a l'«oppidum» d'Olèrdola, probablement destinada a defensar un lloc de poblament. Des del punt de vista constructiu, la torre es pot relacionar amb la del castell de Ribes (Garraf) o amb altres torres fetes al final del segle X o a l'inici del segle xi. Per les característiques de la porta i pel tipus d'aparell constructiu, es pot datar aquesta construcció cap a l'any 1000.

## Història
Tot i que no es disposa de documentació que ho confirmi, sembla factible situar l'origen d'aquesta torre de defensa en època medieval. Altres fonts indiquen que el primer document que esmenta aquest indret cal situar-lo entre el 1035 i el 1056 i correspon a l'establiment de la quadra d'arboçar efectuar per Ramon Berenguer I comte de Barcelona a favor de Ferriol i Bonadona. La quadra afrontava a orient amb les Gunyoles, a ponent amb l'alou de Fontallada, a migdia amb Viladellops i al nord amb Ferran. La quadra es troba al comtat de Barcelona, en el terme del castell d'Olèrdola. L'any 1056 s'esmenta al Cartulari de Poblet la «Quadra de Arbozar». El 1119 la torre és propietat del Comte de Foixà.